# Firmin Ndombe Mubele
Firmin Ndombe Mubele (Kinshasa, 17 aprile 1992) è un calciatore congolese (Repubblica Democratica del Congo), attaccante del Blagnac.

## Caratteristiche tecniche
È un esterno di fascia che predilige essere adottato a destra. Possiede grande velocità, doti tecniche pregevoli e discreto feeling con il gol.

## Carriera

### Club
Ha giocato nel campionato congolese e in quello qatariota, prima di trasferirsi al Rennes.

### Nazionale
Ha esordito in nazionale nel 2013.

## Palmarès

### Club

#### Competizioni nazionali
- Campionato di calcio della Repubblica Democratica del Congo: 1

Vita Club: 2014-2015
- Campionato kazako: 1

Astana: 2019
- Supercoppa del Kazakistan: 1

Astana: 2020